# Thomas Lundkvist
Tore Thomas Lundkvist, född den 9 juli 1962 i Norrköping, är en svensk journalist och entreprenör.
Thomas Lundkvist är uppvuxen i Eskilstuna, dit familjen flyttade i början av 1970-talet. Han inledde sin karriär på Radio Sörmland, där han började direkt efter gymnasiet. Han kom sedan till Tidningen Folket, där han i början av 1980-talet blev platschef för Katrineholmsredaktionen.
Under 1986 började Lundkvist på Sveriges Television i Umeå och arbetade sedan på olika avdelningar inom företaget i 19 år. Efter drygt ett år på Aktuellt rekryterades han till det nystartade samhällsprogrammet Striptease. Efter drygt fyra år som reporter och fem år som redaktör fick Lundkvist uppdraget att starta ett nytt samhällsprogram. Det kom att heta Uppdrag ganskning och hade en nationell redaktion med medarbetare i Göteborg, Malmö, Luleå och Stockholm. Efter tre år som chef för programmet blev Lundkvist avdelningschef för det som då hette SVT Fakta.
2004 lämnade Lundkvist SVT för att grunda bemanningsföretaget Mediakompetens tillsammans med bemanningskoncernen Proffice och medieprofilerna Lars Weiss och Joachim Berner. Som vd där medverkade Lundkvist till att förändra arbetsmarknaden för journalister i Sverige på ett sätt som varit omdebatterat i mediebranschen. När han lämnade Mediakompetens som vd hösten 2010, omsatte företaget över 80 miljoner kronor och hade då fått flera efterföljande konkurrenter.
Lundkvist driver idag Media Drive Group som investerar i medierelaterade verksamheter, såsom publishing, kompetensförsörjning, organisationsutveckling och utbildning.
Thomas Lundkvist har tre barn.